# Igreja de Santa Ana dos Mirabelli
A igreja de Santa Ana dos Mirabelli, normalmente chamada como "a Mirabella", é uma igreja localizada no bairro de Campora San Giovanni, no município de Amantea, na província de Cosenza, na Itália. Ela faz parte da paróquia de são Pedro Apóstolo.

## História
A igreja foi construída no século XIX como propriedade da família Mirabelli de Amantea, que deu nome ao bairro. Na igreja conservam-se missais do século XVI, de grande valor histórico-religioso.

## Outras imagens

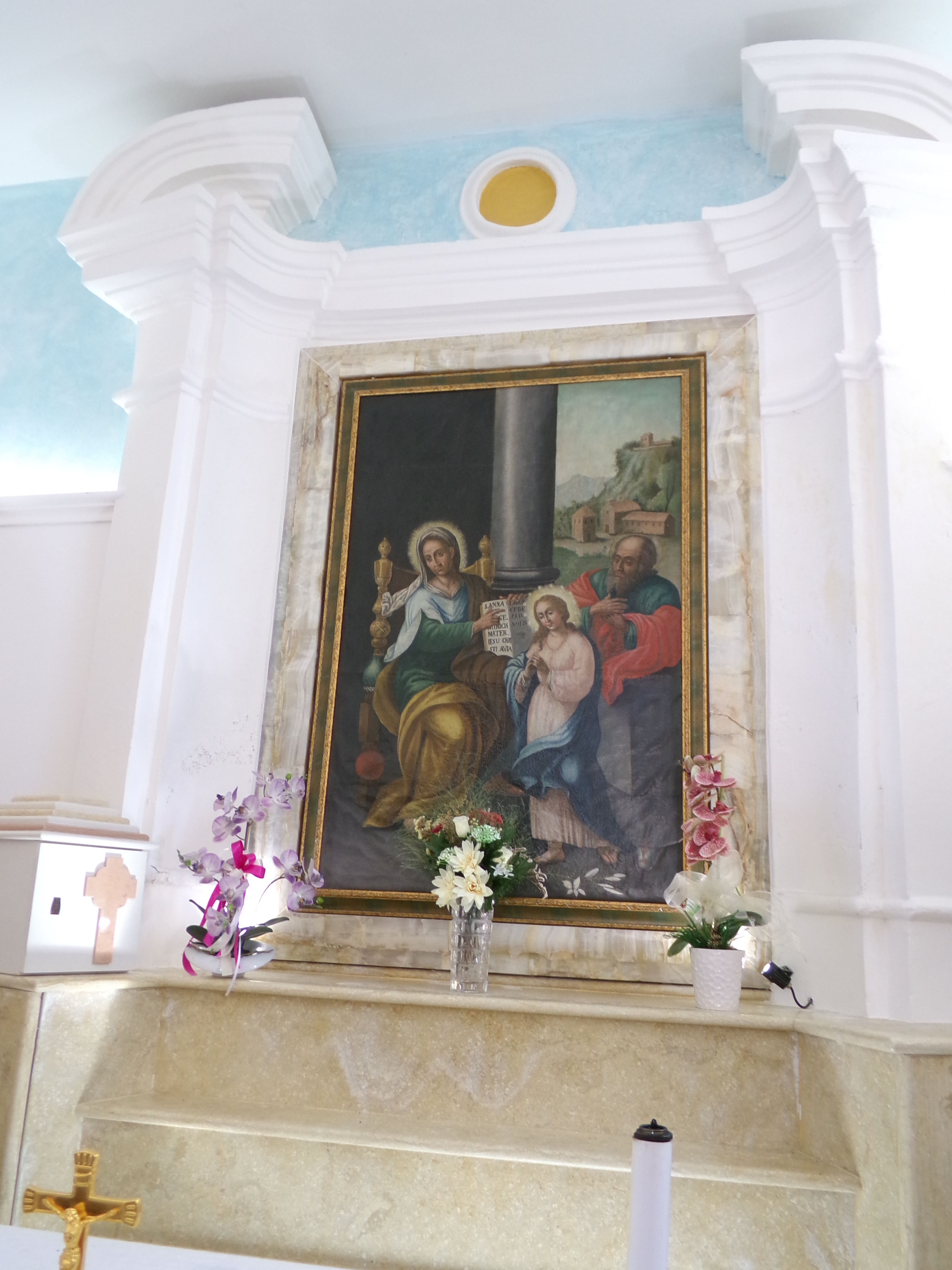
Pintura de santa Ana, atraès o altar mor
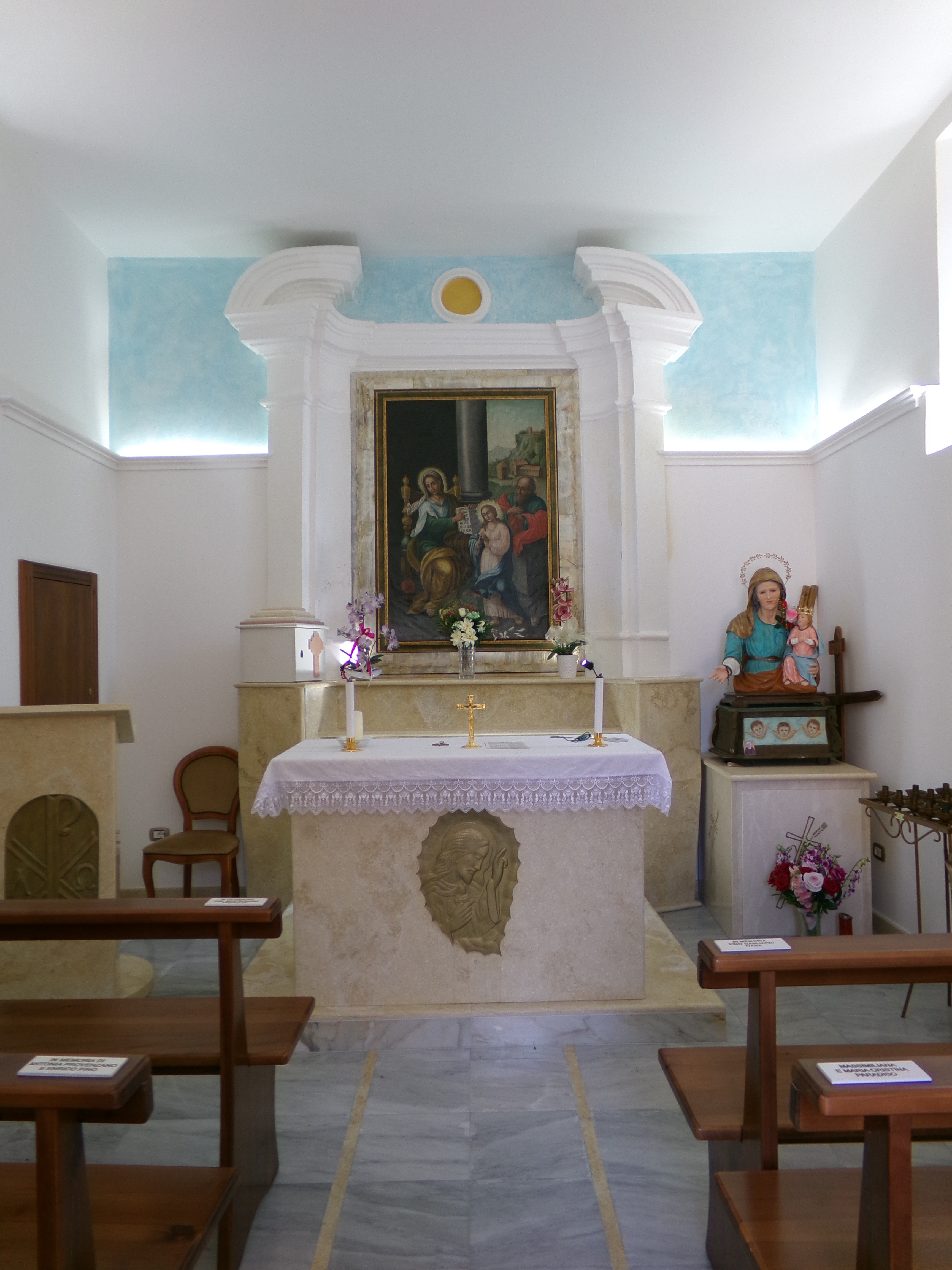
O altar mor
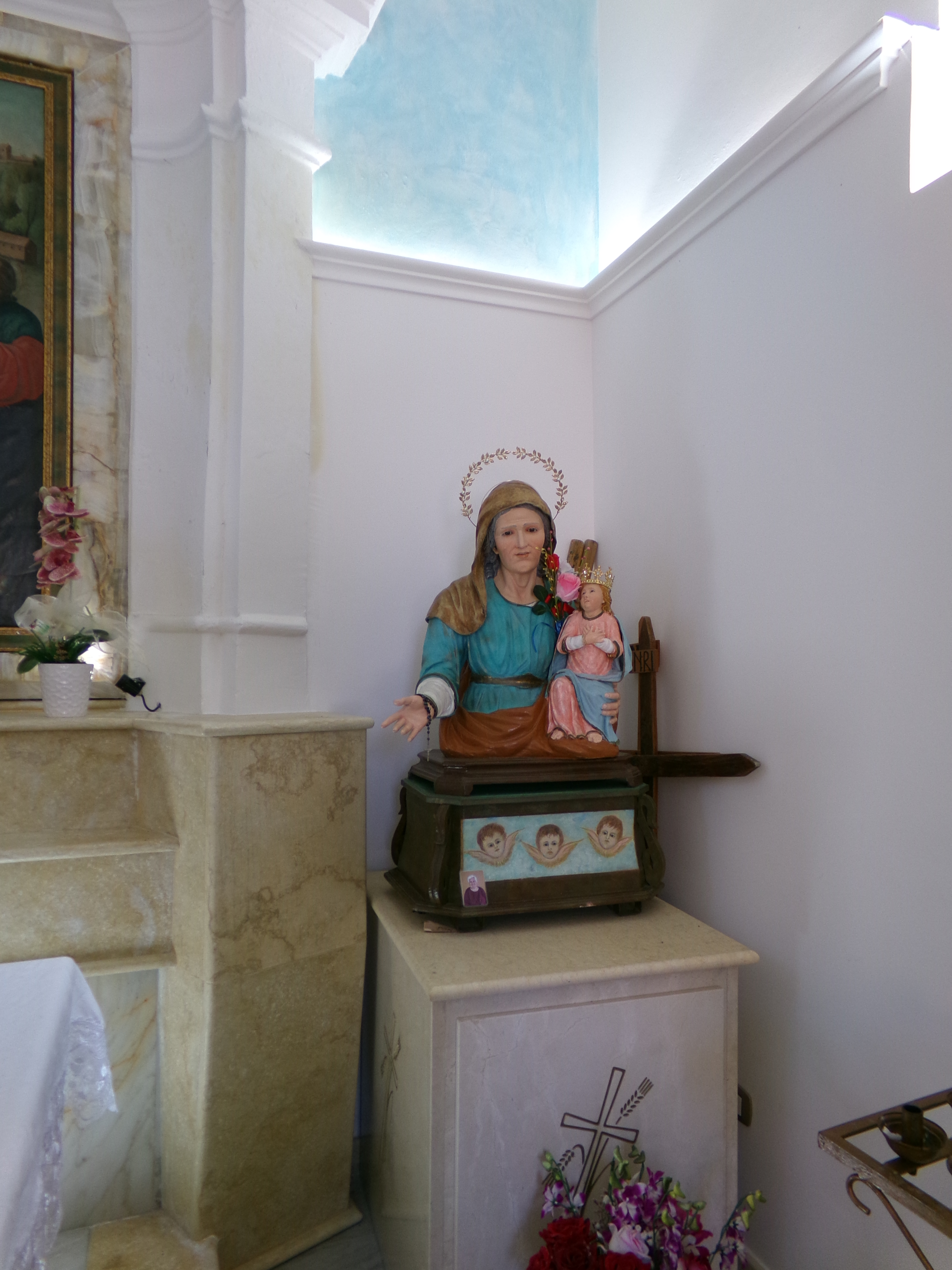
Busto de santa Ana